# Podpeč, Brezovica
Podpeč je vas, ki se nahaja v Občini Brezovica na obrobju Ljubljanskega barja, blizu vznožja Krima. Povezana je s prestolnico z medkrajevnimi linijami in mestno avtobusno linijo št. 19B. S svojo zgodovino, ki sega od rimske dobe do srede 19. stoletja, je bila nekoč pomembno pristanišče, a je doživela propad po izgradnji železniške proge Ljubljana-Trst.
Na pobočju hriba Svete Ane se nahaja kamnolom, kjer so stoletja pridobivali apnenec, znan kot podpeški marmor. Ta material se je uporabljal že v rimskih časih, še posebej pri gradnji Emone, in v novejšem obdobju pri različnih objektih v Ljubljani, vključno s stavbo Narodne in univerzitetne knjižnice (NUK).
V bližini Podpeči se razteza Podpeško jezero. Vas se stika z naseljem Jezero, povezana preko dveh cest, ki vodita proti Igu in proti Črni vasi oz. Ljubljani.
Podpeč pri Ljubljani, z ohranjenim kamnolomom, jezerom in zgodovinskim kontekstom, predstavlja krajevno zanimivost, ki privablja obiskovalce s svojo naravno in kulturno dediščino.

## Zgodovina
Podpeč, vasica v Občini Brezovica ob vznožju Krima, ima zanimivo zgodovino, ki sega globoko v preteklost. Nekoč je bila pomembno pristanišče, aktivno že od rimske dobe do srede 19. stoletja. S svojo strateško lego je omogočala prometno povezavo med različnimi kraji in prispevala k živahnosti regije.
V zgodovini je kraj posebej izstopal zaradi kamnoloma na pobočju hriba Svete Ane. V tem kamnolomu so stoletja lomili apnenec, ki mu pravijo podpeški marmor. Že v rimskih časih so ga uporabljali pri gradnji Emone, starodavne rimske kolonije, ki je predhodnica današnje Ljubljane. V novejšem obdobju pa je bil podpeški marmor uporabljen pri gradnji več znanih objektov v Ljubljani, vključno z Narodno in univerzitetno knjižnico.
Vendar je zgodovinsko pomembna vloga Podpeči doživela spremembo po izgradnji železniške proge Ljubljana-Trst v sredini 19. stoletja. Ta prometna infrastruktura je preusmerila tokove prometa, kar je privedlo do propada pristaniščne vloge Podpeči.
Danes Podpeč ohranja svojo naravno in kulturno dediščino, ki vključuje kamnolom, jezero ter sledi njene nekdanje vloge kot pristanišča. To naselje privlači ljubitelje zgodovine in narave ter predstavlja pomemben del lokalne identitete in zgodovinske dediščine.

## Podpeški kamnolom
Kamnolom v Podpeči je zgodovinsko pomemben rudnik apnenca, znanega kot podpeški marmor. Ta kamnolom ima bogato zgodovino, ki sega v antična obdobja, in je igral ključno vlogo pri gradnji številnih znamenitih struktur v Sloveniji.
Kamnolom je bil aktivno obratovan od rimskih časov naprej, središče pridobivanja apnenca, ki se je izkazal za kakovosten gradbeni material. Že v antiki so Rimljani uporabljali podpeški marmor pri gradnji Emone, rimske kolonije, ki je predhodnica današnje Ljubljane. Kamnolom je bil torej ključen za gradnjo imperijske infrastrukture.
V srednjem veku in kasneje je kamnolom v Podpeči še naprej oskrboval gradbene projekte. Med pomembnejšimi dosežki je bila uporaba podpeškega marmorja pri gradnji Narodne in univerzitetne knjižnice (NUK) v Ljubljani. Ta kamnolom je tako s svojo surovino pustil nepogrešljiv pečat v slovenski arhitekturi.
Zaradi dolge tradicije je kamnolom v Podpeči tudi arheološko zanimivo območje. Spremljajo ga ostanki rudarskih struktur in sledi človeške dejavnosti, ki pričajo o stoletjih pridobivanja kamna.
Dandanes je kamnolom v Podpeči prenehal z intenzivno eksploatacijo in je delno zasut, vendar še vedno predstavlja del kulturne in industrijske dediščine območja. Kamnolom je pomemben del zgodovine Podpeči, ki je z izjemnim prispevkom k gradbeništvu pustil neizbrisen pečat v slovenski arhitekturi in dediščini.

## Podpeško jezero
Podpeško jezero, ki se nahaja v bližini Podpeči, je naravni element, ki ima svoj ekološki in rekreativni pomen v lokalnem okolju. Jezero, drugo najgloblje v Sloveniji, privablja številne ljubitelje narave, rekreacije in opazovalce ptic.
Z vidika narave je jezero ekološko bogato, saj gosti raznoliko rastlinstvo in živalstvo. Okoli jezera so urejene sprehajalne poti, ki omogočajo obiskovalcem sproščujoče doživetje v naravnem okolju. Jezero igra vlogo ekosistema ter predstavlja pomemben habitat za različne vrste.
V zgodovinskem smislu je Podpeško jezero lahko služilo lokalnemu prebivalstvu kot vir vode in potencialno tudi kot vir hrane. Njegova prisotnost je tako imela vpliv na življenje in gospodarstvo prebivalcev Podpeči skozi zgodovino.
To naravno območje dopolnjuje bogato kulturno in zgodovinsko dediščino Podpeči z naravnim elementom, ki je danes pomemben za rekreacijo in ohranjanje biotske raznovrstnosti.